# 15578 Bagnall
15578 Bagnall è un asteroide della fascia principale. Scoperto nel 2000, presenta un'orbita caratterizzata da un semiasse maggiore pari a 2,897505 UA e da un'eccentricità di 0,075475, inclinata di 1,356313° rispetto all'eclittica. Ha un diametro di 5,834 km.